# Lena Olovsson
Lena Olovsson (Västervik, 31 luglio 1955) è un'ex calciatrice svedese, di ruolo centrocampista o portiere.
Lena Olovsson è diventata la prima giocatrice svedese professionista di calcio nel 1975, quando ha giocato per la compagine italiana Sisal Moquettes Piacenza come portiere. In precedenza ha giocato come centrocampista nel FK Växjö.